# Bezirk Judenburg
Der ehemalige politische Bezirk Judenburg lag im Nordwesten der Steiermark. Am 1. Jänner 2011 hatte der Bezirk 44.983 Einwohner auf 1097,67 km². Der Verwaltungssitz war Judenburg. Das Kfz-Kennzeichen war JU.

## Geschichte
Ab 1748 hatte es einen Kreis Judenburg geben, der aber das gesamte Obere Murtal wie auch obere Ennstal mit Salzkammergut umfasste. Er wurde 1848 dem Kreis Bruck für die ganze Obersteiermark zugeschlagen.
Der Bezirk Judenburg wurde im Zuge der Trennung der politischen von der judikativen Verwaltung 1868 aus dem Kreis Bruck herausgelöst, 
Er umfasste die Gerichtsbezirke Knittelfeld, Obdach (aufgelöst 1. Juni 1923), Oberzeiring (aufgelöst 1. Oktober 1976) und Judenburg.
Der Bezirk Knittelfeld wurde durch Verordnung der Steiermärkischen Landesregierung vom 20. Februar 1946 vom Bezirk Judenburg abgetrennt. Mit Auflösung des Gerichtsbezirks Oberzeiring 1976 entsprach der politischen Bezirk Judenburg dem Gerichtsbezirk Judenburg.
Im Rahmen der steiermärkischen Gemeindestrukturreform wurden die Bezirke Judenburg und Knittelfeld per 1. Jänner 2012 wieder zusammengelegt, nur als Bezirk Murtal, der mit Auflösung des Gerichtsbezirkes Knittelfeld am 1. Juli 2013 deckungsgleich mit dem Gerichtsbezirk Judenburg ist.

## Angehörige Gemeinden
Der Bezirk Judenburg umfasste 24 Gemeinden, darunter zwei Städte und fünf Marktgemeinden. In Klammern stehen die Einwohnerzahlen vom 1. Jänner 2011.

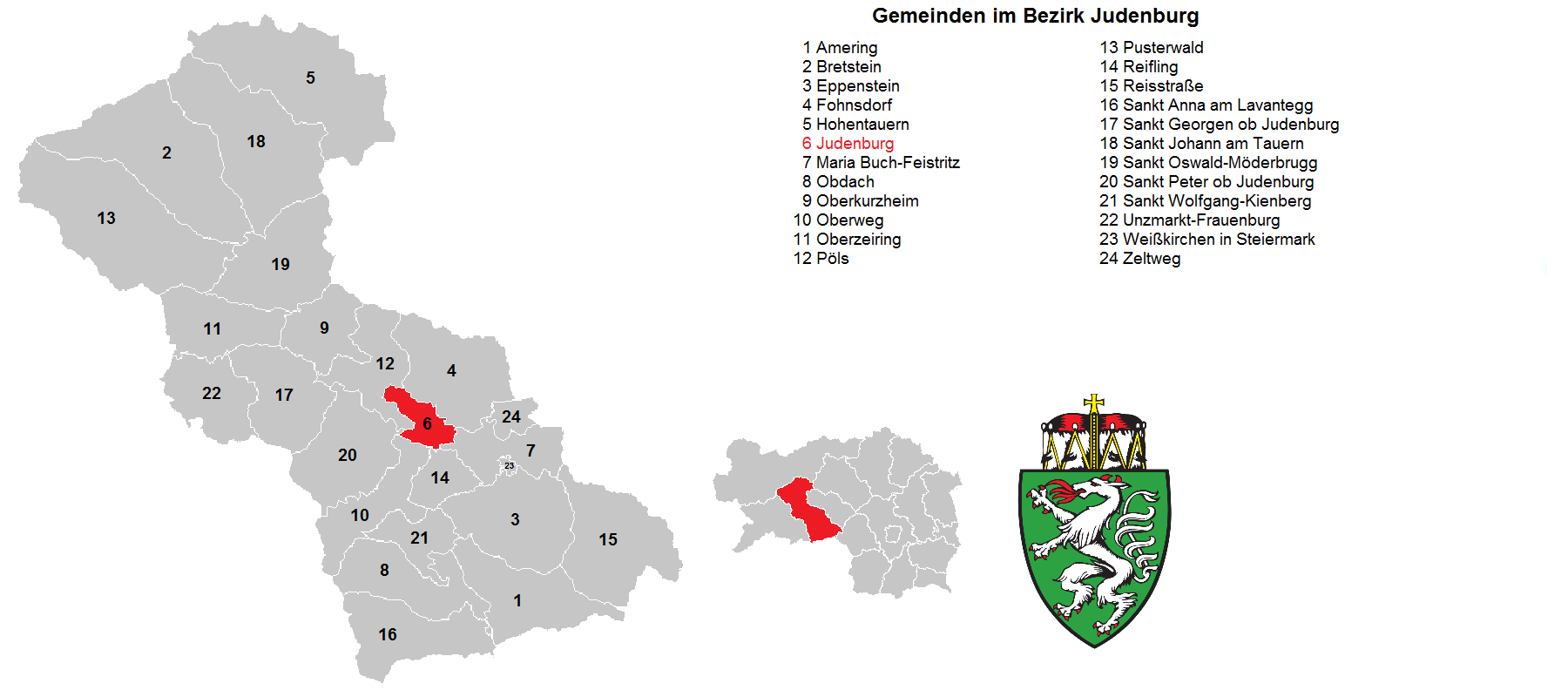

| Gemeinde                   | Lage                         | Einw. | Fläche     | Ew/km²              | Gerichtsbezirk | Region | Typ           |
| -------------------------- | ---------------------------- | ----- | ---------- | ------------------- | -------------- | ------ | ------------- |
| Amering                    | 47° 3′ 0″ N, 14° 44′ 0″ O    | 1056  | 48,73 km²  | 22 Einw. pro km²    | Judenburg      |        | Gemeinde      |
| Bretstein                  | 47° 20′ 0″ N, 14° 25′ 0″ O   | 308   | 91,44 km²  | 3,4 Einw. pro km²   | Judenburg      |        | Gemeinde      |
| Eppenstein                 | 47° 7′ 51″ N, 14° 44′ 22″ O  | 1248  | 57,59 km²  | 22 Einw. pro km²    | Judenburg      |        | Gemeinde      |
| Fohnsdorf                  | 47° 12′ 30″ N, 14° 40′ 46″ O | 8025  | 54,7 km²   | 147 Einw. pro km²   | Judenburg      |        | Gemeinde      |
| Hohentauern                | 47° 26′ 3″ N, 14° 29′ 1″ O   | 453   | 92,64 km²  | 4,9 Einw. pro km²   | Judenburg      |        | Gemeinde      |
| Judenburg                  | 47° 10′ 21″ N, 14° 39′ 37″ O | 9314  | 13,22 km²  | 705 Einw. pro km²   | Judenburg      |        | Stadtgemeinde |
| Maria Buch-Feistritz       | 47° 9′ 15″ N, 14° 42′ 26″ O  | 2302  | 28,5 km²   | 81 Einw. pro km²    | Judenburg      |        | Gemeinde      |
| Obdach                     | 47° 4′ 0″ N, 14° 42′ 0″ O    | 2138  | 42,8 km²   | 50 Einw. pro km²    | Judenburg      |        | Marktgemeinde |
| Oberkurzheim               | 47° 14′ 0″ N, 14° 35′ 0″ O   | 700   | 29,16 km²  | 24 Einw. pro km²    | Judenburg      |        | Gemeinde      |
| Oberweg                    | 47° 9′ 0″ N, 14° 39′ 0″ O    | 594   | 34,33 km²  | 17 Einw. pro km²    | Judenburg      |        | Gemeinde      |
| Oberzeiring                | 47° 15′ 0″ N, 14° 29′ 0″ O   | 852   | 38,22 km²  | 22 Einw. pro km²    | Judenburg      |        | Marktgemeinde |
| Pöls                       | 47° 13′ 10″ N, 14° 35′ 2″ O  | 2475  | 33,37 km²  | 74 Einw. pro km²    | Judenburg      |        | Marktgemeinde |
| Pusterwald                 | 47° 18′ 31″ N, 14° 22′ 30″ O | 488   | 105,29 km² | 4,6 Einw. pro km²   | Judenburg      |        | Gemeinde      |
| Reifling                   | 47° 9′ 0″ N, 14° 41′ 0″ O    | 385   | 16,22 km²  | 24 Einw. pro km²    | Judenburg      |        | Gemeinde      |
| Reisstraße                 | 47° 8′ 5″ N, 14° 49′ 47″ O   | 177   | 62,27 km²  | 2,8 Einw. pro km²   | Judenburg      |        | Gemeinde      |
| Sankt Anna am Lavantegg    | 47° 2′ 19″ N, 14° 41′ 19″ O  | 432   | 47,14 km²  | 9,2 Einw. pro km²   | Judenburg      |        | Gemeinde      |
| Sankt Georgen ob Judenburg | 47° 12′ 23″ N, 14° 29′ 53″ O | 885   | 44,33 km²  | 20 Einw. pro km²    | Judenburg      |        | Gemeinde      |
| Sankt Johann am Tauern     | 47° 21′ 0″ N, 14° 28′ 0″ O   | 492   | 84,51 km²  | 5,8 Einw. pro km²   | Judenburg      |        | Gemeinde      |
| Sankt Oswald-Möderbrugg    | 47° 17′ 0″ N, 14° 29′ 0″ O   | 1183  | 56,04 km²  | 21 Einw. pro km²    | Judenburg      |        | Gemeinde      |
| Sankt Peter ob Judenburg   | 47° 11′ 0″ N, 14° 35′ 0″ O   | 1115  | 50,28 km²  | 22 Einw. pro km²    | Judenburg      |        | Gemeinde      |
| Sankt Wolfgang-Kienberg    | 47° 6′ 1″ N, 14° 38′ 53″ O   | 375   | 20,44 km²  | 18 Einw. pro km²    | Judenburg      |        | Gemeinde      |
| Unzmarkt-Frauenburg        | 47° 12′ 1″ N, 14° 26′ 44″ O  | 1381  | 36,45 km²  | 38 Einw. pro km²    | Judenburg      |        | Marktgemeinde |
| Weißkirchen in Steiermark  | 47° 9′ 14″ N, 14° 44′ 19″ O  | 1294  | 1,27 km²   | 1.019 Einw. pro km² | Judenburg      |        | Marktgemeinde |
| Zeltweg                    | 47° 11′ 26″ N, 14° 45′ 4″ O  | 7311  | 8,7 km²    | 840 Einw. pro km²   | Judenburg      |        | Stadtgemeinde |